# Ngoo
Ngoo war ein japanisches Volumenmaß.
- 1 Ngoo = 1/10 Schoo = 0,18 Liter
  - 1 Schoo/Zjoo = 10 Ngoo = 10 Schiako = 1,8148 Liter
  - 1 To = 10 Schoo

To galt als Gefäß und wurde auch mit Tomasu bezeichnet.